# Noyau sous-thalamique

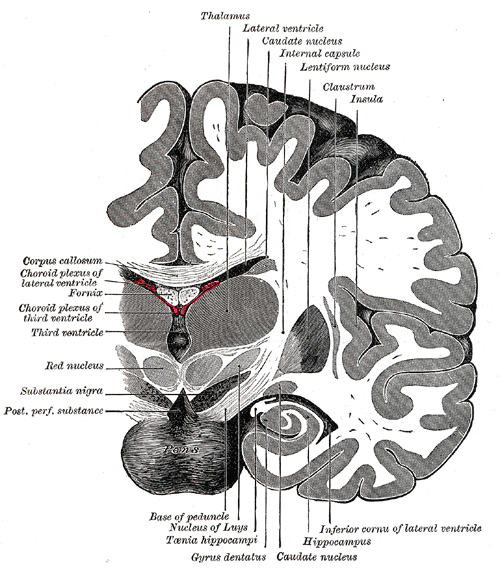
Coupe coronale du cerveau passant par le noyau sous-thalamique.

Le noyau sous-thalamique ou subthalamique (Nucleus subthalamicus), encore appelé Corps de Luys, localisé bilatéralement dans le diencéphale, appartient aux ganglions de la base. On doit sa description au neurologue Jules Bernard Luys en 1865.

## Anatomie
Le noyau sous-thalamique est intercalé entre la zona incerta, postérieurement et la portion diencéphalique du locus niger et entre au contact de la capsule interne, en dehors, et de l'anse lenticulaire, en bas et en dedans. Ce noyau apparaît dense, richement vascularisé, et de petite taille. Il se compose de neurones activateurs glutaminergiques à long axone s'étendant rostro-caudalement et à dendrites épineux ainsi que d'interneurones. Ce noyau est divisé en trois régions sensori-motrice, limbique et associative.

### Axones afférents
Les principales afférences du noyau sous-thalamique proviennent du globus pallidus externe. Ces afférences sont GABAergiques et inhibent les neurones du noyau sous-thalamique. Le noyau sous-thalamique reçoit également afférences glutamatergiques excitatrices du thalamus (noyaux parafasciculaire et centro-médian), et du cortex cérébral (en particulier du cortex moteur). Il reçoit également des afférences dopaminergiques de la substance noire pars compacta. Le noyau pédunculopontin et le noyau tegmental latérodorsal, situés dans le tronc cérébral, projettent des axones cholinergiques vers le noyau sous-thalamique. Chez les rongeurs, les noyaux dorsaux du raphé projettent des fibres sérotoninergiques vers le noyau sous-thalamique.

### Cibles efférentes
Les neurones du noyau sous-thalamique projettent leurs axones vers le globus pallidus (interne et externe) et la substance noire (pars reticulata et pars compacta). Le noyau sous-thalamique projette également vers le striatum (putamen et noyau caudé), le noyau tegmental pédunculopontin et l'aire tegmentale ventrale. Les efférences du noyau sous-thalamique sont glutamatergiques (excitatrices).

### Voies
Le noyau sous-thalamique est un relai dans :
1. La voie cortico-subthalamo-pallido/nigro-thalamo-corticale, dite voie hyperdirecte[3] ;
2. La voie indirecte cortico-striato-subthalamo-pallido/nigro-thalamo-corticale, dite voie indirecte.

## Fonction
Le noyau subthalamique ajuste l'excitabilité des neurones pallidaux aux stimulations nigrales et striatales, en participant à une boucle pallido-subthalamo-pallidale. Il peut aussi inhiber le thalamus via les neurones GABAergiques pallidaux et nigraux.
Le rôle exact du noyau sous-thalamique est encore inconnu. Les théories actuelles en font un composant du système de contrôle des ganglions de la base permettant la sélection des actions. 
On a montré qu'un dysfonctionnement du noyau sous-thalamique augmente l'impulsivité de sujets soumis à deux stimuli entraînant la même récompense.

## Physiopathologie
Les lésions de ce noyau sont responsables de l'hémiballisme, un mouvement anormal de grande amplitude de la racine des membres, à caractère explosif et de hémichorée. La cause la plus fréquente d'une telle lésion est un accident vasculaire cérébral impliquant les petits vaisseaux, comme en cas de diabète ou d'hypertension artérielle.
Une hyper-synchronisation de l'activité neuronale dans la bande de fréquence beta (13-30Hz) est observée dans le noyau sous-thalamique des patients atteints de la maladie de Parkinson. Explorée à partir des années 90, la stimulation cérébrale profonde ayant pour cible le noyau sous-thalamique est un traitement de la maladie de Parkinson, qui concerne 5 à 10 % des patients.
Le Trouble Obsessionnel Compulsif est une maladie psychiatrique caractérisée par une hyperactivité et une hyperconnectivité du noyau sous-thalamique. En 2004, un patient atteint de la maladie de Parkinson et souffrant également de TOC est traité grâce à la stimulation du noyau-sous-thalamique pour son trouble du mouvement. Après un an de stimulation chronique, les cliniciens constatent une réduction des symptômes parkinsoniens, mais aussi des obsessions et des compulsions, ce qui est inattendu. Ce premier cas rapporté ouvre la voie au traitement du TOC par stimulation du NST. 